# فليكي باديتش

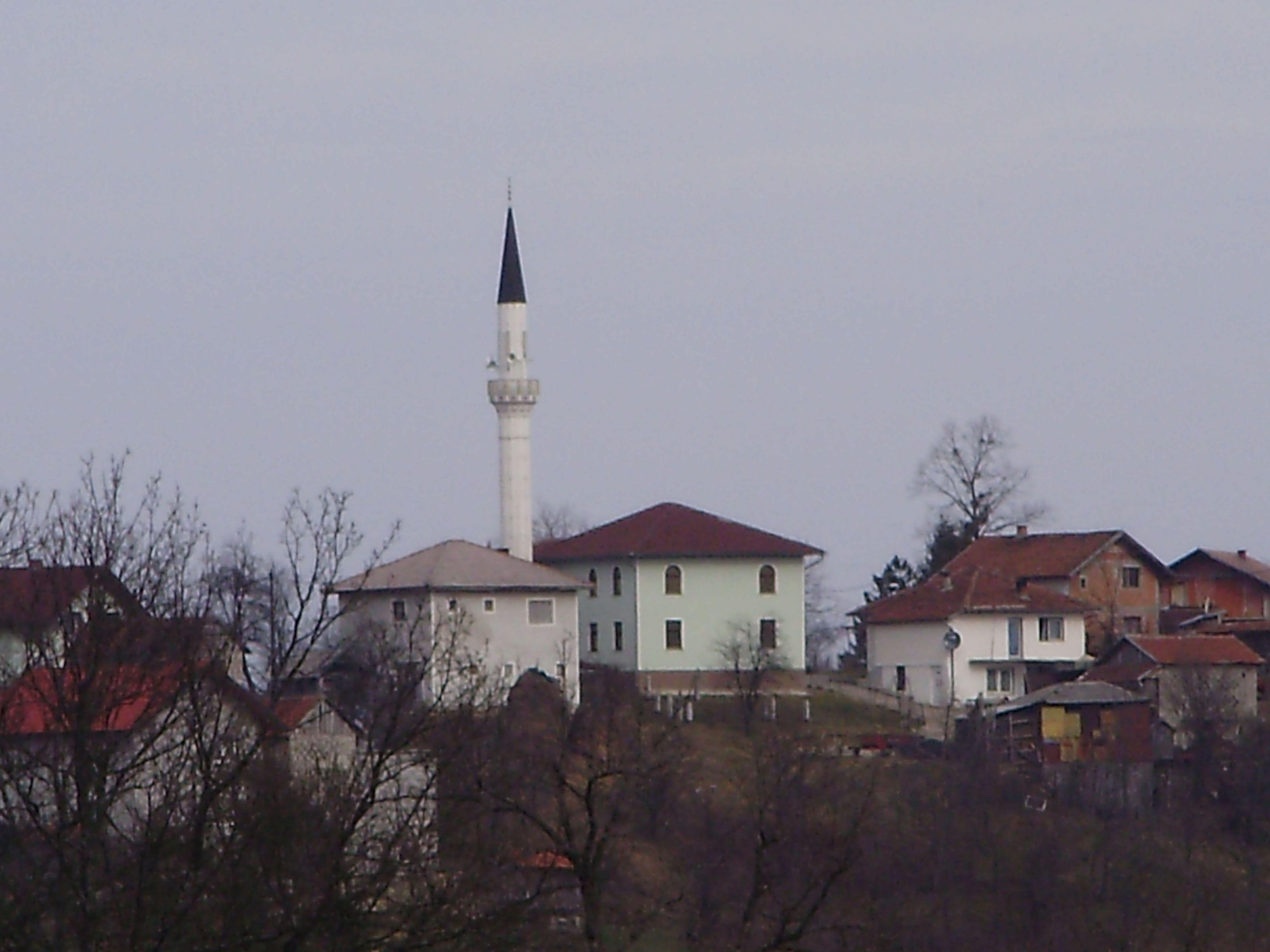
صورة للقرية

فليكي باديتش(بالسيريلية Велики Бадић) هي قرية في البوسنة والهرسك. وهي تقع في بلدية بوزانسكا كروبا التابعة لكانتون يونا-سانا في اتحاد البوسنة والهرسك. طبقا لنتائج تعداد البوسنة عام 2013، فقد كان عدد سكانها 857 نسمة.

## التركيبة السكانية

### التطور التاريخي للسكان
| السنة  | 1961 | 1971 | 1981 | 1991 | 2013 |
| ------ | ---- | ---- | ---- | ---- | ---- |
| السكان | 976  | 1115 | 1160 | 1237 | 857  |

## وصلات خارجية
- (بالإنجليزية) Maplandia